# 努尔拉清真寺
努尔拉清真寺（羅馬化：Peçän Bazarı mäçete）是俄罗斯喀山的一座重要清真寺，建于1845-1849年，为商人捐资建造。该清真寺是两层，有一个穹顶和三层圆柱形宣礼塔。清真寺的装饰类似中世纪的伏尔加保加利亚和中东。1929年尖塔被摧毁，清真寺被用作公寓和写字楼。1992年，清真寺归还给信徒们，并更名为努尔拉清真寺。在1990-1995年间清真寺得到修复。

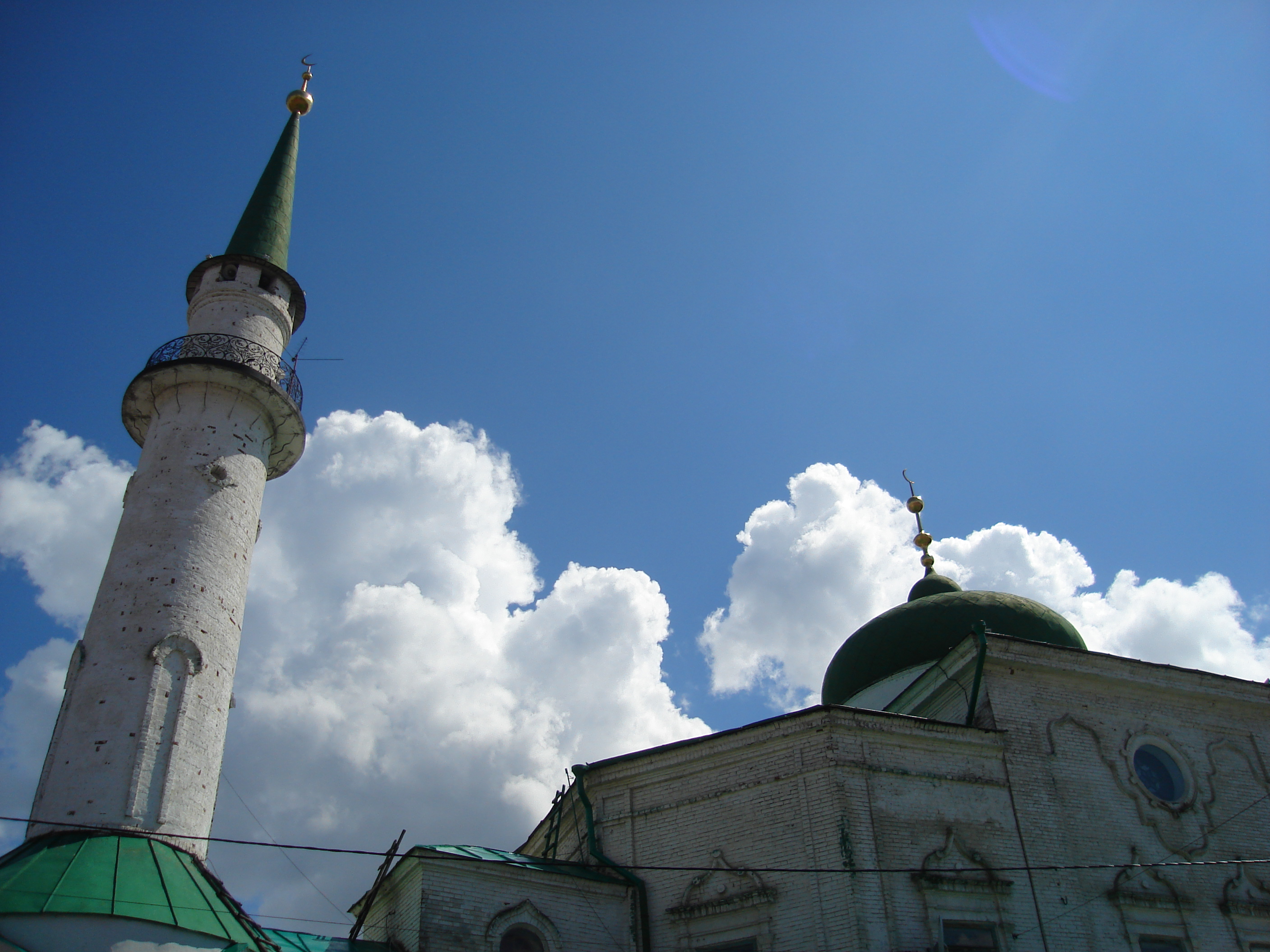
努尔拉清真寺的尖塔和圆顶

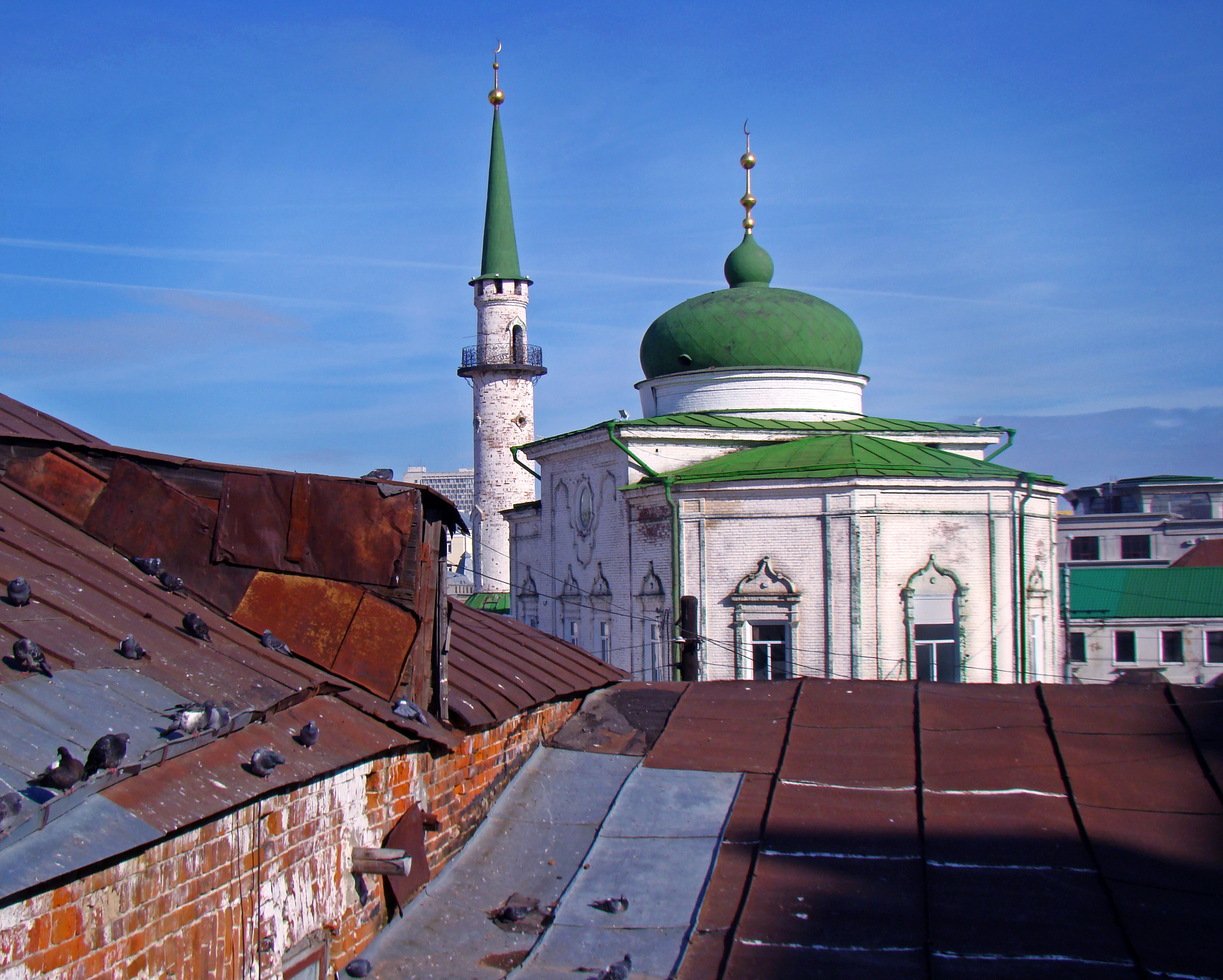
努尔拉清真寺